# Valeria Luiselli
Valeria Luiselli (ur. 16 sierpnia 1983 w Meksyku) – meksykańska pisarka mieszkająca w Stanach Zjednoczonych. Jej powieści i eseje zostały przetłumaczone na ponad dwadzieścia języków.

## Życiorys
Po uzyskaniu tytułu licencjata z filozofii na Narodowym Uniwersytecie Autonomicznym w Meksyku Luiselli przeprowadziła się do Nowego Jorku. Tam napisała doktorat z komparatystyki na Uniwersytecie Columbia.
Jej powieść Nieważcy zdobyła nagrodę „Los Angeles Times” dla debiutu literackiego. Zbiór esejów Papeles Falsos znalazł się w finale nagrody amerykańskiego PEN Clubu. Jej druga powieść Historia moich zębów powstała w ramach współpracy z meksykańską Galerią Jumex, która mieści kolekcję sztuki współczesnej i należy do koncernu soków Jumex. Książka znalazła się w finale National Book Critics Circle Award i Best Translated Book Award oraz zdobyła nagrodę „Los Angeles Times” za najlepszą prozę roku. Dzieło było także wybrane książką roku m.in. przez „The New York Times”, „The Guardian”, „NPR” i „The Huffington Post”.
Kolejne dzieło Luiselli Tell Me How It Ends: An Essay in 40 Questions, które opisuje doświadczenia dziecięcych imigrantów w Stanach Zjednoczonych, powstało na podstawie doświadczenia autorki. Luiselli bowiem, jako wolontariuszka, była tłumaczem w sądzie dla młodych imigrantów z Ameryki Środkowej, którzy próbowali zalegalizować pobyt w Stanach Zjednoczonych.
Luiselli wykładała literaturę i twórcze pisanie na Hofstra University. Jej teksty pojawiły się w takich publikacjach jak „The New York Times”, „Granta”, „McSweeney's” i „The New Yorker”. Współpracowała z galeriami sztuki, napisała także libretto dla nowojorskiego baletu. Prowadziła cotygodniową rubrykę w „El País”. W 2019 roku została jurorem nagrody literackiej amerykańskiego PEN Clubu. Otrzymała nominację do The Man Booker Prize for Fiction 2019 oraz została wyróżniona nagrodami Rathbones Folio Prize i Dublin Literary Award. W 2021 była gościem Festiwalu Conrada w Krakowie.

## Życie prywatne
Urodziła się w Meksyku. Ponieważ jej ojciec był dyplomatą, podróżowała od dziecka. Mieszkała w Stanach Zjednoczonych, Kostaryce, Korei Południowej i w Południowej Afryce, w której zamieszkała na dłużej, gdy jej ojciec został pierwszym meksykańskim ambasadorem w tym kraju. Dzięki temu jest dwujęzyczna, ponieważ w domu mówiono po hiszpańsku, a w szkole mówiono po angielsku. Mieszka w Nowym Jorku, jej mężem jest meksykański pisarz Álvaro Enrigue.

## Dzieła
- Papeles Falsos (2012)
- Nieważcy (Los ingrávidos, 2012; polskie wydanie 2016)
- Historia moich zębów (La historia de mis dientes, 2013; polskie wydanie 2017)
- Tell Me How It Ends: An Essay in 40 Questions (2017)
- Archiwum zagubionych dzieci (Lost Children Archive, 2019; polskie wydanie 2021)[16]